# Iseilema holei
Iseilema holei är en gräsart som beskrevs av Henry Haselfoot Haines. Iseilema holei ingår i släktet Iseilema och familjen gräs. Inga underarter finns listade i Catalogue of Life.